# El Aire (banda)
El Aire fue una banda peruana de rock experimental fundada en 1993 por José Javier Castro. Desde el lanzamiento de su primer disco homonimo en 1995 hasta el fallecimiento de su lider en 2022, El Aire tuvo como integrantes a diferentes generaciones de artistas para completar siete discos de amplia diversidad sonora. Sus producciones abarcan géneros como el art rock, psicodelia, punk, ruidismo industrial, música experimental, entre otros. Sus canciones incluyen también varios elementos de la música popular y tradicional latinoamericana, logrando incluir también sonidos de la salsa, los boleros, ritmos afroperuanos y la música andina.
A pesar de no haber logrado los mismos éxitos comerciales que otras bandas locales de su misma generación, El Aire es considerada como una banda de culto.

## Historia

### Disco debut
El proyecto sonoro de José Javier Castro empezó en 1993 como un experimiento de texturas con la guitarra y para la creación de ambientaciones. Manolo Barrios y César Zamalloa, ambos ahora conocidos por su protagonismo en la otrora banda peruana Mar de Copas, se unieron al proyecto como primera guitarra y bajo con Constantino Alvaréz en la batería y produjeron su primer lanzamiento en el estudio de Miki Gonzáles en el año 1996. Este fue lanzado en formato cassette pero posteriormente fue relanzado como disco en el 2013. Celebrado por su estilo pospunk, ruidista y de un pop abrasador con evocación andina y cadencia latina, este lanzamiento tendría un recibimiento cálido por parte de la crítica, siendo considerada como una de las mejores producciones de rock independiente local de los años 90 y es ahora considerado un clásico.

### Años posteriores
Desde entonces, El Aire, con el liderazgo de José Javier Castro, ha lanzado 7 discos en estudio, con la participación de músicos de bandas como M.A.S.A.C.R.E, Leusemia, Radio Criminal, Plug Plug, Nudo de Espejos, Mi Jardín Secreto, Cocaína, Radio Garage, entre varios otros, convirtiéndose en una escuela en sí misma para el rock nacional. Entre estos discos se encuentran desde sonidos tecnocumbieros hasta boleros de rockola y cantina. Entre sus últimos discos se encuentra también un disco de covers en las que se reinterpretan canciones latinoamericanas a su mismo estilo.

## Integrantes
- José Javier Castro (guitarra y voz)
- Manolo Barrios (guitarra)
- César Zamalloa (bajo)
- Constantino Álvarez (batería)
- Santiago Pillado-Matheu
- Armando Andrade (batería)
- Fabián Paredes (batería)
- Chiky Villacorta (bajo)
- Carlos Gonzales (guitarra)
- Coqui de Tramontana (guitarra)
- Adrián Arguedas (batería)
- Lucho Sanguinetti (bajo)
- Luis García (teclados)
- Aldo Toledo (teclados)
- Joel Morales
- Andrés Pino (guitarra)
- Kamilo Riveros (bajo)
- Camilo Uriarte
- Jorge Ramirez (batería)
- Luis Haro (bajo)
- Juan F. Ortega (bajo)
- Carlos Santiago (batería)